# Borlocha
Borlocha – część wsi Przystajń w Polsce, położona w województwie śląskim, w powiecie kłobuckim, w gminie Przystajń. 
W latach 1975–1998 Borlocha administracyjnie należała do województwa częstochowskiego.